# Dąbrowa Górnicza
Dąbrowa Górnicza (pronunție în poloneză [dɔ̃'brɔva gur'niʧa] ⓘ; în germană Dombrowa) este un municipiu în voievodatul Silezia, Polonia.